# Haplocampa
Haplocampa es un género de dipluros en la familia Campodeidae. Existen por lo menos cuatro especies descriptas en  Haplocampa.

## Especies
- Haplocampa chapmani Silvestri, 1933
- Haplocampa drakei Silvestri, 1933
- Haplocampa rugglesi Silvestri, 1933
- Haplocampa wagnelli Sendra, 2019
- Haplocampa wheeleri Silvestri, 1912